# Bytča
Bytča (allemand : (Klein-)Bitsch ou Botsch an der Waag, hongrois : (Nagy-)Bittse ou Nagybiccse) est une ville de la région de Žilina située au nord-ouest de la Slovaquie. Sa population est de 11 600 habitants.

## Histoire
La plus ancienne mention de Bytča remonte à 1234 sous le nom de Terra Bycha.

## Démographie

### Évolution de la population
| Année:               | 1994.  | 2004.   | 2014.   | 2024.   |
| -------------------- | ------ | ------- | ------- | ------- |
| Nombre de personnes: | 12 186 | 11 506  | 11 279  | 11 634  |
| Différence:          |        | -5,58 % | -1,97 % | +3,14 % |

| Année:               | 2023.  | 2024.   |
| -------------------- | ------ | ------- |
| Nombre de personnes: | 11 535 | 11 634  |
| Différence:          |        | +0,85 % |

## Quartiers
- Beňov
- Hliník nad Váhom
- Hrabové
- Malá Bytča (Klein-Bitsch)
- Mikšová
- Pšurnovice
- Veľká Bytča (Groß-Bitsch)

## Jumelages
- Karolinka (Tchéquie)
- Opoczno (Pologne)

## Personnalités
- Jozef Tiso, président de la Slovaquie pendant la Seconde Guerre mondiale